# Douglas Lowe
Douglas Gordon Arthur Lowe, född 7 augusti 1902 i Manchester, död 30 mars 1981 i Cranbrook i Kent, var en brittisk friidrottare.
Lowe blev olympisk mästare på 800 meter vid sommarspelen 1924 i Paris och vid olympiska sommarspelen 1928 i Amsterdam.